# Station Trentels-Ladignac
Station Trentels-Ladignac is een spoorwegstation in de Franse gemeente Trentels.